# Alex Rinesch
Alexander Rinesch (* 5. März 1955 in Wien) ist ein österreichischer Bildender Künstler. Er arbeitet und lebt in Wien und auf Elba (Italien). Sein Gesamtwerk umfasst Zeichnungen, Gemälde, Cartoons, Digital Photoart, Skulpturen, Objekte und Installationen.

## Leben und Werk
Alex Rinesch besuchte die Schule Schloss Salem (Baden-Württemberg) und studierte an der Uni Wien.
In den Jahren 1981 bis 1985 gestaltete er Theaterplastik und Kostümarbeiten für André Hellers Flic Flac, war an der Gestaltung des Wiener Christkindelmarktes beteiligt und übernahm Buchillustrationen für Jérôme Savary und für das Burgtheater. 1983 arbeitete Rinesch mit Friedensreich Hundertwasser im Rahmen der künstlerischen Leitung der Wiener Festwochen Produktion „Festival der Fantasie“ zusammen.
Im Jahr 1985 begann die Cartoonserie „Freecheese & Company“ und der weltweite Vertrieb durch verschiedene Verlage (Hallmark, Mondadori, Verkerke bis 1999).
Es folgten Ausstellungen in Wien, Hamburg und Rio de Janeiro. 1986 illustrierte Rinesch für den ORF das Kinderbuch „Quaxi der Fernsehfrosch“, erschienen beim Picusverlag.
Bis 2001 erschienen vier Cartoonbücher bei der Ars Edition. Es erfolgte der Start der gesellschaftspolitischen Cartoonserie „Giulio il Gabbiano“ für die älteste Zeitung der Toskana, den Corriere Elbano. Im Jahr 2005 erhielt Rinesch eine Einladung zur Werksausstellung auf die „ROMA CARTOON“. Er startete auch die „Navi di Carta“, Papierboote auf der Reise durch Traumwelten.
Im Jahr 2006 gestaltete er „Orchesterprobe“, 15 großformatige Leinwände mit Musikinstrumenten für eine Konzertsaalgestaltung für Gideon Kremer und Juri Bashmet.
Seit 2007 arbeitet Alex Rinesch, inspiriert durch das Meer der Toskana und Korsikas, am Projekt „Coastlines“. Es handelt sich dabei um einen Zyklus aus einzelnen großformatigen Leinwänden, in Acryl oder Öl, die sich zu einer 50 Meter langen Küstenlinie zusammensetzen.
In den Jahren 2007 bis 2011 nahm er zu verschiedenen Themen an Ausstellungen in der Galerie Wolfrum im Looshaus teil. Mit der Idea Society beteiligte er sich im Haus Wittgenstein an „Papier ist geduldig“, „Kopfstoss“ (Fussball EM) und „Es ist nicht Alles Gold, das Glänzt“. Im Jahr 2009 dann „l´Isola che sara!“, „ Portoferraio“, in 2010 „Ein Haus am Meer“ (Ausstellung in Wien am bulgarischen Kulturinstitut). 2011 dann im Rahmen von „Linea di Costa“ (Coastline) Ausstellungen in Portoferraio und Andrax auf Mallorca.
Seit 2012 bis heute erfolgt regelmäßige Teinahme an Ausstellungen, so 2013 in Genf, Wien, Kutna Hora (Tschechien), Portoferraio (Elba, Italien), auch in 2014 eine Installation „a flame 4 art“ in Portoferraio. In 2015 dann weiter Arbeit und Ausstellung zum Projekt „verbundene Küsten“ (Lugano und Portoferraio). In 2017 Ausstellung in Wien „nave di carta“, auch 2018 Ausstellung in Wien in der Wolfrum gallery. In 2020 Ausstellung in der domenig galerie in Wien. Im Jahr 2023 erfolgte die Ausstellung „2 tage meer“ in Wien und Teilnahme an der art theorema3 in Treviso. 2024 wieder Ausstellung in Portoferraio Molo G „searching - for new horizons“.
23. und 24. Mai 2025: mehr als meer - Ausstellung im Palais Festetics, Berggasse 16, 1090 Wien mit Bildern, Zeichnungen, Cartoons und mehr.

## Auszeichnungen
- Italienischer Preis des Unterrichtsministeriums für das beste Kinderbuch.
- Verleihung des „Caran d´Ache Award“ „for the best autor illustration“